# Tuxchamén
Tuxchamén är en ort i Mexiko.   Den ligger i kommunen Motozintla och delstaten Chiapas, i den sydöstra delen av landet, 900 km sydost om huvudstaden Mexico City. Tuxchamén ligger 2 342 meter över havet och antalet invånare är 244.
Terrängen runt Tuxchamén är huvudsakligen bergig, men den allra närmaste omgivningen är kuperad. Runt Tuxchamén är det ganska tätbefolkat, med 172 invånare per kvadratkilometer. Närmaste större samhälle är Motozintla de Mendoza, 14,9 km norr om Tuxchamén. I omgivningarna runt Tuxchamén växer i huvudsak städsegrön lövskog.